# Режим наибольшего благоприятствования в торговле
Режим наибольшего благоприятствования в торговле (режим наиболее благоприятствуемой нации) — экономический и юридический термин, означающий установление в международных договорах и соглашениях положений, при которых каждая из договаривающихся сторон обязуется предоставить другой стороне, её физическим и юридическим лицам не менее благоприятные условия в области экономических, торговых и иных отношений, какие она предоставляет или предоставит в будущем любому третьему государству, его физическим или юридическим лицам.
Режим наибольшего благоприятствования предусматривает представление таможенных льгот, а также преимуществ в отношении внутренних налогов и сборов, которыми облагается производство, обработка и обращение импортируемых товаров и т. д.
Оговорка наибольшего благоприятствования появилась в торговых договорах сравнительно поздно. Исходной точкой в истории торговли было не стремление бороться с конкурентами на равных основаниях, а желание вообще не допускать никакой конкуренции. Под знаком такой исключительной монополии развивалась торговля в течение многих столетий. Зачатки режима наибольшего благоприятствования, как утверждает в своей книге «Международные торговые договоры» известный российский историк экономических отношений И. М. Кулишер, уходят вглубь веков и, в частности, берут своё начало в «капитуляциях» Турции, которая дала особые привилегии сначала французским и венецианским купцам в 1535 году, а затем в 1675—1680 гг. в аналогичном объеме даровала их Англии и Голландии, тем самым установив между ними полное равенство.
Оговорки о режиме наибольшего благоприятствования, то есть положения о его взаимном представлении, обычно включаются в тексты межгосударственных торгово-экономических договоров. Любые изъятия из режима наибольшего благоприятствования, так же как и сам режим, устанавливаются в договорном порядке. Наиболее типичное изъятие того рода — положение, предусматривающее особый порядок регулирования приграничной торговли (см. национальный режим).
В 1964 на I сессии Конференции ООН по торговле и развитию в Женеве был одобрен принцип, согласно которому «международная торговля должна быть взаимовыгодной и проводиться на основе режима наибольшего благоприятствования…». Значение режима наибольшего благоприятствования было подчеркнуто и в Заключительном акте Совещания в Европе. В рамках ООН уделяется большое внимание кодификации норм, относящихся к режиму наибольшего благоприятствования. Так, Комиссией международного права разработан проект статей по режиму наибольшего благоприятствования.
СССР и другие социалистические государства широко применяли в своей практике представление режима наибольшего благоприятствования, что способствовало развитию добрососедского сотрудничества и торгово-экономических связей.